# Prokuplje
Prokuplje (in serbo Прокупље?) è una città e una municipalità del distretto di Toplica nel sud-est della Serbia centrale.